# Kiruna Söderberg

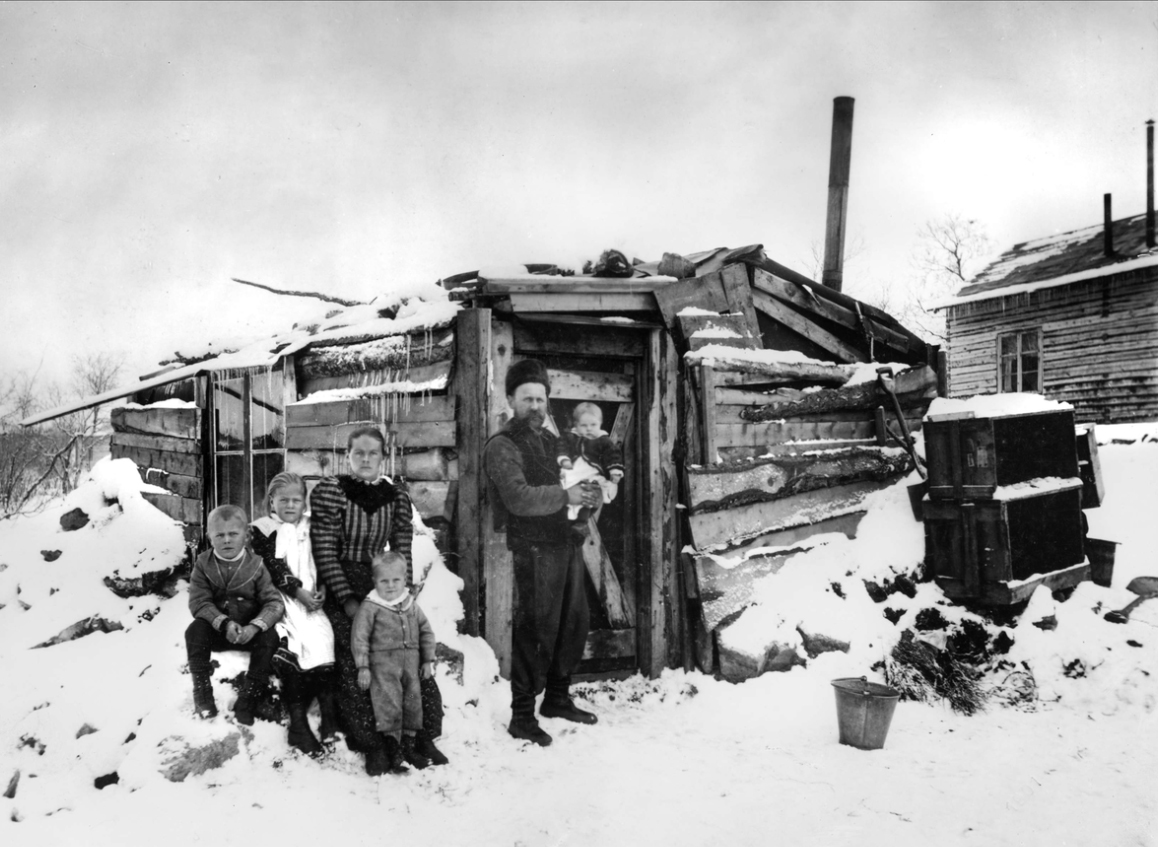
Familjen Söderberg framför sin bostad i Kiruna år 1900.

Kiruna Söderberg, född 21 augusti 1899 i Kiruna, död 9 april 1926, var en av de första, eventuellt den första invånaren som föddes i Kiruna samhälle. Hon ligger begravd på Kiruna begravningsplats.
Kirunas föräldrar var Ingeborg Danielsdotter, född 1873 i Hotagen i Jämtland och Anders Petter Söderberg född 1857 i Hassela socken i Hälsingland. Bilden på familjen är från år 1900 och visar hur bostadsstandarden kunde vara under pionjäråren.
Kiruna Söderbergs förnamn lever vidare bland hennes ättlingar genom att hennes namn enligt en släkttradition går vidare till den förstfödda flickan i varje generation. Den sjätte Kiruna föddes 2009.